# Меликов, Ариф Джангир оглы
Ари́ф Джаханги́р оглы́ Мели́ков (азерб. Arif Cahangir oğlu Məlikov; 13 сентября 1933, Баку — 9 мая 2019, там же) — советский и азербайджанский композитор, педагог. Лауреат Государственной премии Азербайджанской ССР (1986). Народный артист СССР (1986).

## Биография
В 1945—1954 годах обучался игре на таре в Бакинском музыкальном училище им. А. Зейналлы, с 1955 по 1958 год — в Азербайджанской государственной консерватории в классе композиции Кара Караева. Дипломной работой молодого композитора стала его «Первая симфония».
Вёл активную композиторскую, преподавательскую и музыкально-общественную деятельность.
С 1958 года преподавал в консерватории (доцент с 1971, профессор с 1979, заведующий кафедрой композиции с 1982).
Член Союза композиторов Азербайджанской ССР (1959). Член Союза кинематографистов Азербайджанской ССР.
Народный депутат СССР от Сальянского территориального избирательного округа (Азербайджанская ССР). Действительный член Национальной академии наук Азербайджана (НАНА). Почетный доктор университета Хазар (2012, Баку, Азербайджан).
Ариф Меликов умер 9 мая 2019 года в Баку. Похоронен в тот же день на I Аллее почётного захоронения.

## Творчество

Могила Арифа Меликова в Аллее почётного захоронения, Баку.

Глубоко изучив азербайджанское народное музыкальное искусство, и прежде всего — мугам, композитор уже в ранних своих работах активно претворял в жизнь его идеи. Сочинение композитора — балет «Легенда о любви» на сюжет одноимённой драмы Назима Хикмета, написанный и впервые поставленный в 1961 году в Ленинграде на сцене Театра оперы и балета им. С. М. Кирова. Это произведение не утратило своей популярности и в наши дни. Благодаря балету «Легенда о любви», который ставили многие театры в мире, композитор получил известность во всем мире.
Важными вехами в его творчестве являются также симфоническая поэма «Метаморфозы» и Вторая симфония, знаменовавшие собой усложнение его композиторского стиля и некоторое удаление от народной музыки.
Шестичастная «Вторая симфония», которую композитор посвятил Д. Д. Шостаковичу, впервые была исполнена в апреле 1973 года в Баку. В дальнейшем её исполняли в Москве, Тбилиси, Анкаре (Турция).
В 1974 году им была написана «Третья камерная симфония» для камерного оркестра Югославии. В 1977 году создал одночастную «Четвертую симфонию», которую отметили индивидуальным решением принципа симфонизма. Как продолжение позже появились и «Пятая» и «Шестая» симфонии.
В 1983 году состоялась премьера балета «Поэма двух сердец» в Куйбышевском государственном театре оперы и балета и Государственном академическом Большом театре Узбекской ССР имени А. Навои.
В 1984 году впервые была исполнена «Шестая симфония», получившая от автора название «Контрасты».

## Награды и звания
- Заслуженный деятель искусств Азербайджанской ССР (1965)
- Народный артист Азербайджанской ССР (1978)
- Народный артист СССР (17 октября 1986 года) — за большие заслуги в развитии советского музыкального искусства[7]
- Государственная премия Азербайджанской ССР (1986)
- Премия Гейдара Алиева (5 мая 2009 года) — за особые заслуги в развитии азербайджанской музыкальной культуры[8]
- Орден «Гейдар Алиев» (13 сентября 2013 года) — за исключительные заслуги в развитии азербайджанской культуры[9]
- Орден «Независимость» (12 сентября 1998 года) — за большие заслуги в развитии азербайджанской музыкальной культуры[10]
- Орден «Слава» (13 сентября 2018 года) — за заслуги в развитии музыкальной культуры Азербайджана[11]
- Орден «Знак Почёта» (1971)
- Золотая медаль имени Низами Гянджеви (2015) — за значимый вклад в развитие культуры и искусствоведения[12][13]
- Персональная стипендия Президента Азербайджанской Республики (11 июня 2002 года)[14]

## Основные сочинения
Балеты
- «Легенда о любви» (1961)
- «Сильнее смерти» (1966)
- «Двое на Земле» (1969)

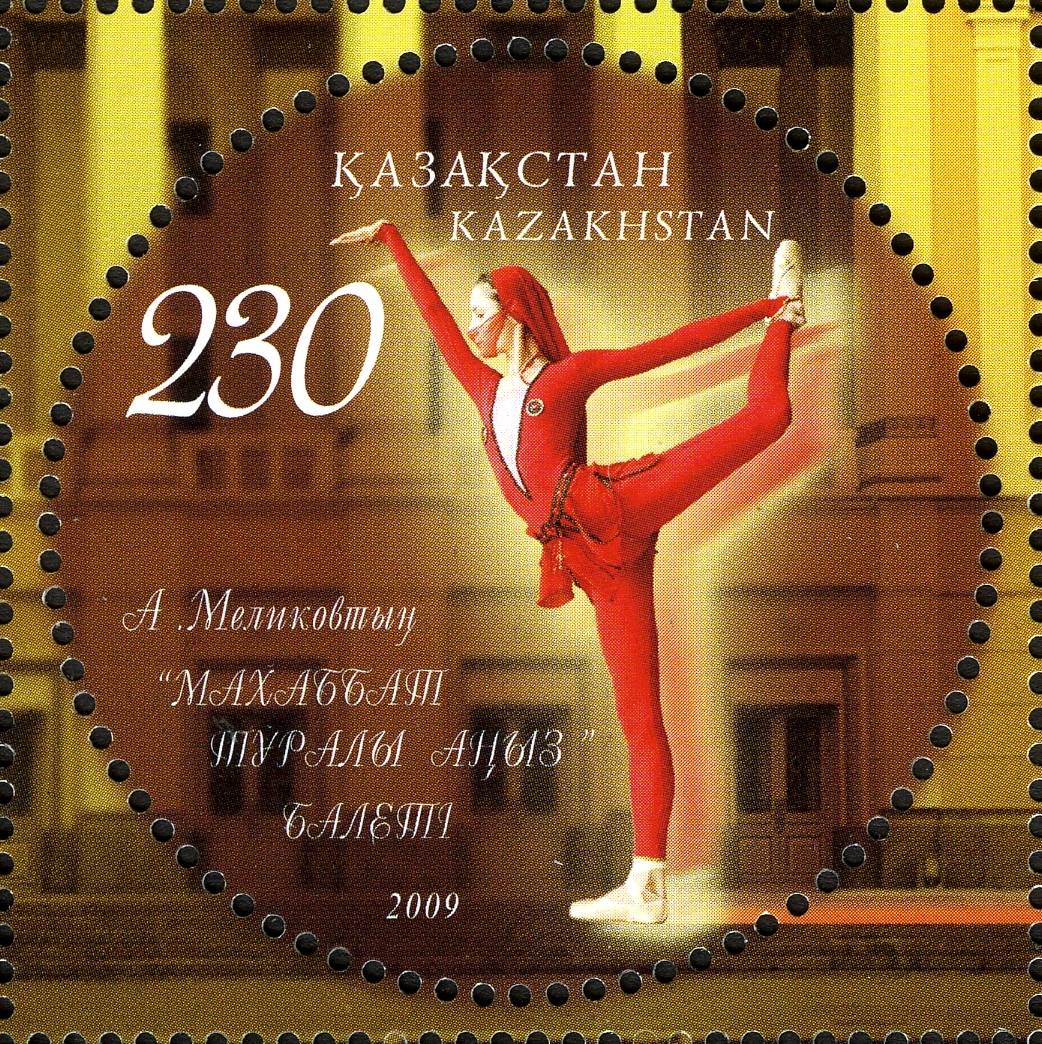
Почтовая марка Казахстана, посвящённая балету «Легенда о любви»

- «Али-баба и 40 разбойников» (1973)
- «Поэма двух сердец» (1982)
- «Юсуф и Зулейка» (1999).

Оперетта
- «Волны» (1967).

Сочинения для оркестра
- концертино для флейты с оркестром (1955)
- восемь симфоний (с 1958 по 2000 гг.)
- восемь симфонических поэм (в том числе «Сказка» (1957), «Физули» (1959), «Родина» (1963), «Метаморфозы» (1964), «Последний перевал» (1972), «Герой»)
- оркестровые сюиты (1967, в том числе три сюиты для оркестра народных инструментов (1968))
- «Симфонические сказки» (1968)
- симфония № 7 для оркестра народных инструментов (1995).

Камерные и вокальные сочинения
- кантата «Голос Земли» для солистов, хора и оркестра (1972)
- шесть песен для голоса с оркестром
- два цикла романсов на слова H. Хикмета для голоса с фортепиано (1962, 1971)
- баллада «Азербайджан» для голоса и симфонического оркестра (1995).

Музыка для драматического театра и кино.

## Фильмография
- 1964 — «Волшебный халат»
- 1965 — «26 бакинских комиссаров»
- 1969 — «Легенда о любви» (фильм-спектакль)
- 1971 — «Звёзды не гаснут»
- 1971 — «Последний перевал»
- 1971 — «Сказание о Рустаме»
- 1973 — «Дела сердечные»
- 1975 — «Всадник с молнией в руке»
- 1976 — «Сказание о Сиявуше»
- 1977 — «Гариб в стране Джиннов»
- 1978 — «Легенда о девичьей башне»
- 1986 — «Сигнал с моря»
- 1987 — «Ариф Меликов. „Легенда о любви“»
- 1988 — «Родные берега»
- 1990 — «Убийство в ночном поезде»
- 1990 — «Книга Деде Горгуда. Дастан Секрея»
- 1997 — «Камиль»
- 2002 — «Хаджи Гара»
- 2002 — «Маэстро»
- 2003 — «Книга Деде Коркут. Басат и Тепегёз»
- 2004 — «Октай Агаев. Последние дни»
- 2006 — «Палитра жизни»
- 2007 — «Маэстро Ниязи».